# Polana sana
Polana sana är en insektsart som beskrevs av Delong 1979. Polana sana ingår i släktet Polana och familjen dvärgstritar. Inga underarter finns listade i Catalogue of Life.